# Hidromorfna tla
Hidromorfna tla nastaju zbog prekomjerna vlaženja oborinskom vodom ili stranim vodama različitog podrijetla (kapilarne, poplavne, visoke podzemne vode, cijedne vode) zbog čega nastaju anaerobni uvjeti, pojavljuje se u vlažnim područjima.

## Premapedološkojklasifikaciji

#### I. klasa
- nerazvijena hidromorfna A-I-II-III-C profila

tipovi:
1. eluvijalna ili aluvijalna (Fluvisol)

#### II. klasa
- pseudoglejna tla A-B{\displaystyle _{g}}-E{\displaystyle _{g}}-C profila

tipovi:
1. sseudoglej

#### III. klasa
- semiglejna tla A-C-G profila

#### IV. klasa
- glejna tla A-G profila

tipovi:
1. pseudoglej - glejno
2. ritska crnica (Humoglej)
3. močvarno glejno (Euglej): amfiglej, hipoglej
4. tresetno glejno

#### V. klasa
- tresetna tla T-G profila

tipovi:
1. izdignuti visoki treset
2. prelazni treset
3. niski treset

#### VI. klasa
- antropogena P-G profila

tipovi:
1. tla rižišta
2. rigolano tresetno
3. hidromeliorirano